# Dront samotny
Dront samotny (Pezophaps solitaria) – gatunek dużego, nielotnego ptaka z rodziny gołębiowatych (Columbidae). Był endemitem wyspy Rodrigues, wymarł około 1790 roku. Najbliższym krewnym zarówno dronta dodo jak i dronta samotnego jest nikobarczyk (Caloenas nicobarica).

## Ewolucja i wymarcie
Dront samotny był jedynym przedstawicielem rodzaju Pezophaps. Badania molekularne wykazały, że dront dodo (Raphus cucullatus) oraz dront samotny wyewoluowały ze wspólnego gołębiopodobnego przodka, żyjącego w południowo-wschodniej Azji. 42 mln lat temu oddzielił się on od linii ewolucyjnej swoich krewnych, przewędrował przez teren dzisiejszego Oceanu Indyjskiego i osiedlił się na terenie Maskarenów, powstałych około 26 mln lat temu. Wtedy nastąpiło rozejście się linii ewolucyjnych tych dwóch gatunków. Gdy część wysp przestała istnieć, dront dodo i dront samotny przemieściły się odpowiednio na Mauritius i Rodrigues (powstałe odpowiednio 8 i 1,5 mln lat temu).
Wiadomo, że w 1761 roku dront samotny był już skrajnie rzadki. W latach 1770–1790 przestał być widywany i prawdopodobnie wtedy wymarł. Jego mięso opisywano jako smaczne i prawdopodobnie wyginął z powodu polowań.
W przeciwieństwie do dronta dodo, nie zachowały się żadne wypchane okazy dronta samotnego.

## Morfologia
W raporcie z podróży François Leguata znalazła się informacja, że dront samotny to najczęściej występujący ptak na wyspie. Opis gatunku brzmiał następująco:

Pióra samców są w brązowym, szarym kolorze. Stopy i dziób podobne są do indyczych, jednakże bardziej koślawe. Nie posiadają ogona [...], są wyższe niż indyki. Szyja jest prosta, nieco dłuższa niż u indyków, gdy podniosą głowę. Oczy czarne i żywe, na głowie brak grzebienia [...] Nigdy nie latają, ich skrzydła są za małe, by utrzymać ich ciężar. Mogą jedynie nimi trzepotać, gdy wołają inne osobniki. [...] Samice są piękne, trochę płowe, trochę brązowe [...]

## Zachowanie
W okresie od marca do września dronty samotne magazynowały zapasy tłuszczu, masa niektórych samców dochodziła do 20,4 kg (45 funtów). Wiadome jest, że trzepotanie skrzydłami odgrywało rolę w komunikacji między osobnikami. Złapane przez człowieka w niewolę, nie chciały przyjmować pożywienia i umierały.

## Lęgi
Gniazdem drontów był kopiec z liści o wysokości około 45 cm. Samiec i samica wysiadywały jedno jajo przez około 7 tygodni. Młode usamodzielniały się po kilku miesiącach. Inne dronty samotne nie zbliżały się do gniazda na bliżej niż 200 jardów (1 jard ≈ 0,91 m). Samce nie opuszczały samic, komunikowali się ze sobą za pomocą trzepotania skrzydeł. Prawdopodobnie dronty samotne były monogamiczne i żyły w tej samej parze aż do śmierci.